# Slayer
Gli Slayer sono un gruppo musicale thrash metal statunitense formatosi a Los Angeles nel 1981, noto per il contenuto dei testi che toccano argomenti riguardanti satanismo, nazismo, guerra, violenza, morte e serial killer. Dall'inizio della loro carriera, sono sempre stati al centro delle polemiche, ricevendo una moltitudine di critiche per presunte idolatrie naziste e sataniste e il gruppo è stato anche citato in vari episodi di cronaca nera, cosa che ha scatenato numerosi dibattiti sull'impatto della loro musica sui giovani.
Sono stati ritenuti tra i principali sviluppatori del loro genere, insieme a Metallica, Megadeth ed Anthrax.
Tratti distintivi della loro musica sono assoli veloci e caotici, rapidi groove di batteria, tremolo picking e doppia cassa martellante, peculiarità che hanno reso gli Slayer uno dei più importanti gruppi per lo sviluppo del metal estremo; in particolar modo il loro terzo album, Reign in Blood, è stato una profonda influenza per il death metal.

## Storia del gruppo
(Commento di MTV sugli Slayer)

### Gli inizi (1981-1982)

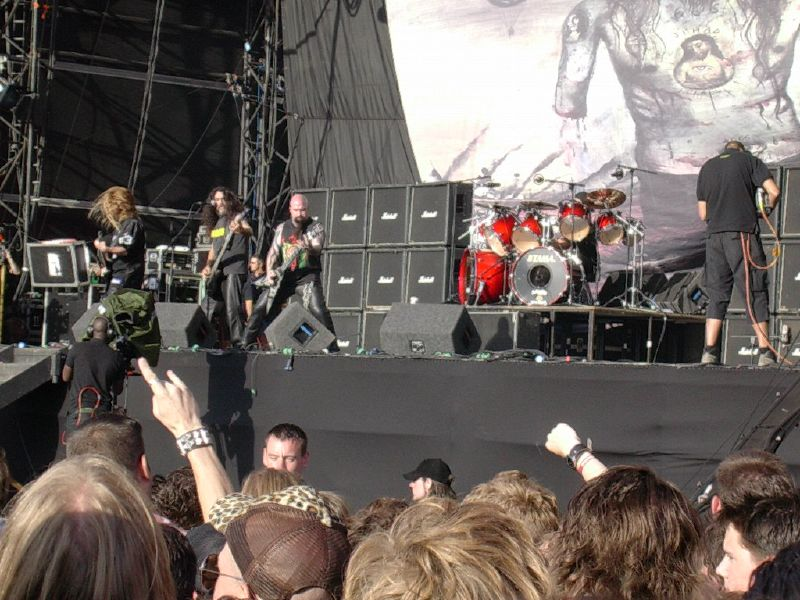
Gli Slayer durante il Reading Festival del 2006

Il gruppo si è formato nel 1981 ad Huntington Park, un sobborgo sudorientale di Los Angeles, ad opera dei chitarristi Kerry King e Jeff Hanneman. L'incontro tra i due fu fortuito. King, per caso, lo sentì suonare con alcuni suoi amici. Dopo essersi conosciuti, i due chitarristi, assieme al batterista di Hanneman, provarono alcuni pezzi dei Judas Priest e degli Iron Maiden. Poco tempo dopo King propose ad Hanneman di fondare un gruppo, ottenendo una risposta positiva. Hanneman era anche un grande ammiratore dell'hardcore punk e i suoi gusti musicali contribuirono a formare lo stile del quartetto californiano.
Successivamente King contattò il bassista Tom Araya, con il quale aveva già suonato in un gruppo chiamato Quits. L'ultimo arrivato fu Dave Lombardo, ex batterista di Escape e Sabotage (questi ultimi solamente omonimi al gruppo metal italiano), che conobbe King mentre lavorava come fattorino per consegna pizze. Completata la formazione, il ruolo di cantante venne affidato ad Araya.
Successivamente iniziarono ad esibirsi in vari locali nel sud della California, suonando principalmente cover heavy metal di Judas Priest, Iron Maiden e altri gruppi della NWOBHM. Si suppone che lo stesso logo degli Slayer sia ispirato a quello di una band heavy metal inglese attiva dal 1979, gli Sparta.

### Show No Mercy(1983)

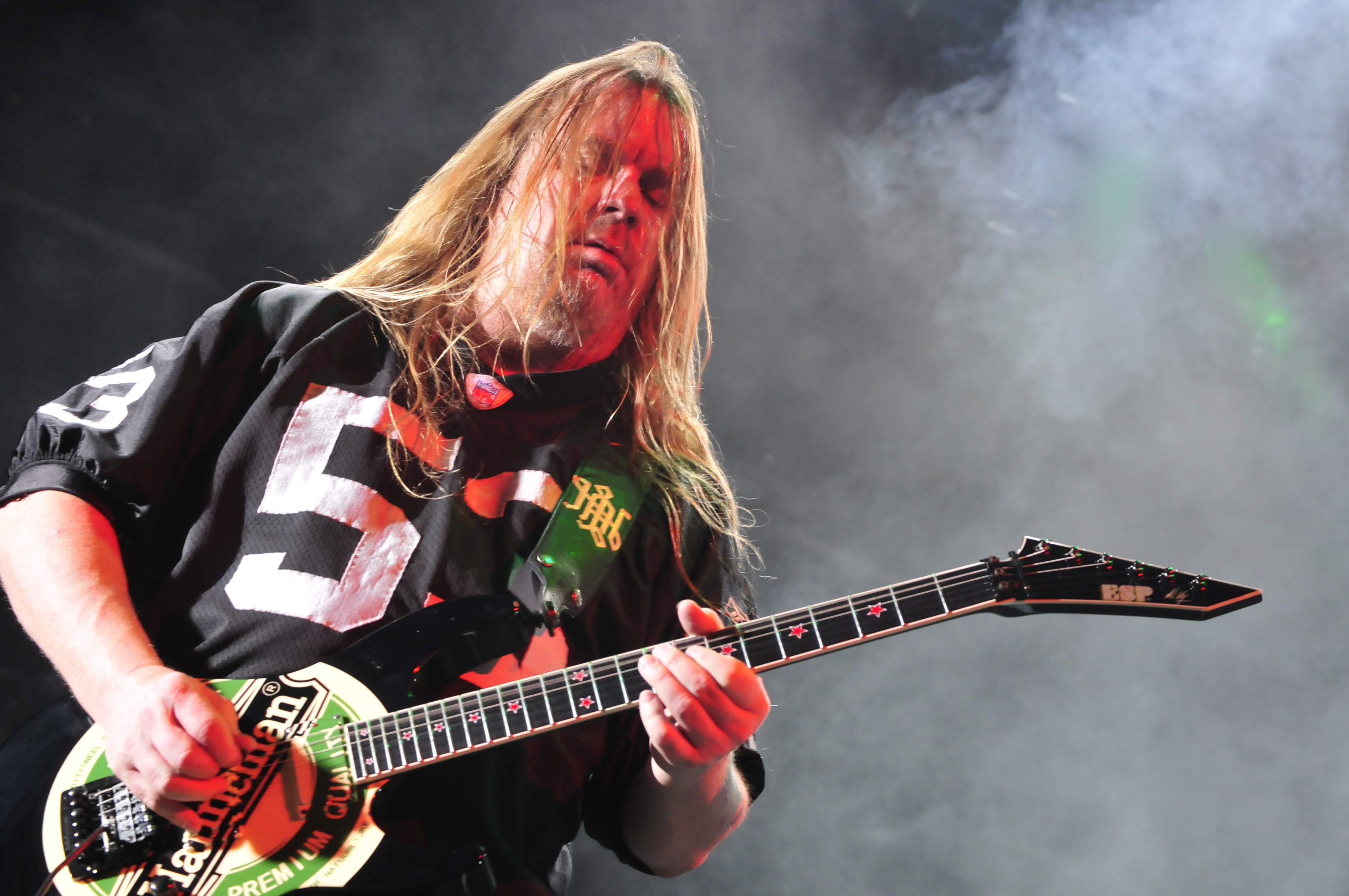
Jeff Hanneman

Nel mese di maggio del 1983 gli Slayer composero il loro primo demo, il quale conteneva i brani Fight 'Til Death, Black Magic e The Antichrist; in seguito, inseriti nel loro disco d'esordio. Il 27 agosto dello stesso anno aprirono un concerto dei Bitch in un locale di Los Angeles chiamato "Woodstock" e, mentre stavano suonando Phantom of the Opera degli Iron Maiden, vennero notati da Brian Slagel, titolare della neonata Metal Blade Records. Slagel ammirò con stupore la loro esibizione e, al suo termine, si recò nel backstage per invitare la band ad incidere un brano per la raccolta pubblicata dalla sua etichetta chiamata Metal Massacre Vol. III, dove comparirono altri gruppi come Virgin Steele e Warlord. La band compose per l'album della Metal Blade il brano Aggressive Perfector.
Dopo aver firmato un contratto con la Metal Blade, gli Slayer pubblicarono sul mercato, nel dicembre del 1983, il loro debutto discografico: Show No Mercy, fortemente influenzato, a detta di Tom Araya, da Venom, Judas Priest, Iron Maiden e Mercyful Fate. I testi trattano argomenti di satanismo, con il Diavolo che gioca un ruolo da protagonista nella maggioranza dei brani. Altro tema esposto è quello della seconda guerra mondiale con riferimenti al nazionalsocialismo, in particolare nel brano The Final Command.
La produzione del disco fu finanziata da Tom Araya e dal padre di Kerry King ed esso, assieme a Kill 'Em All dei Metallica, segnò la nascita del thrash metal.

### Hell Awaits(1984-1985)

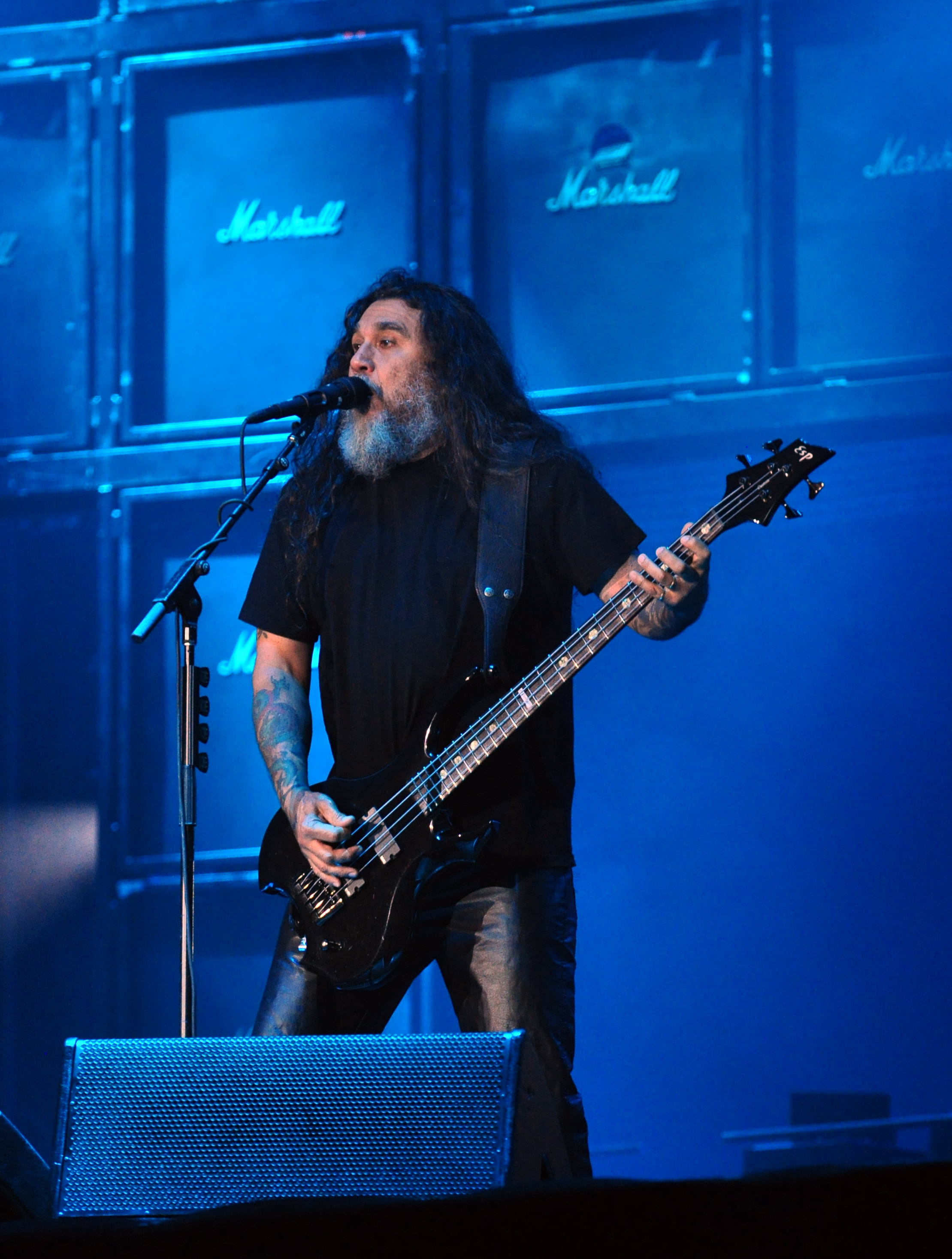
Tom Araya

Tramite Slagel, il quartetto intraprese il tour promozionale del disco, noleggiando un Van e usando anche, per problemi di spazio, la Chevrolet Camaro di Araya. I primi concerti degli Slayer furono caratterizzati da un'iconografia prettamente satanista ed anche un make-up horrorifico che però fu abbandonato ben presto dalla band. Il tour, tuttavia, presentò vari problemi; gli Slayer vennero ben accolti, ma furono costretti a pernottare, in certe serate, a casa di alcuni spettatori per problemi di denaro. Oltre a questo inconveniente, al ritorno la band dovette subire la lamentela del suo produttore in quanto tutti i soldi che gli doveva non furono dati, perché i quattro li spesero in cibo e alcolici.
Completata la tournée, nel 1984 Kerry King ricevette un'offerta da Dave Mustaine, ex chitarrista solista dei Metallica, per suonare negli esordienti Megadeth. King decise di accettare e ciò portò un malcontento nell'organico, temendo che egli sarebbe entrato in pianta stabile nel gruppo di Mustaine. King, invece, non abbandonò gli Slayer e la sua esperienza nei Megadeth durò molto poco, in quanto suonò con il gruppo solamente in cinque concerti e se ne andò a causa di divergenze personali con Mustaine e per concentrarsi solamente sugli Slayer. Nello stesso anno venne pubblicato un disco dal vivo chiamato Live Undead e Haunting the Chapel, un EP contenente tre brani poi anche inserito come allegato alla versione rimasterizzata di Live Undead. In entrambe le produzioni, si iniziò a notare un ulteriore irrobustimento nel loro sound, con le chitarre abbassate di tonalità e con l'adozione della doppia cassa.
Nel 1985 uscì il secondo album in studio, Hell Awaits, un disco che segnò un rilevante cambiamento stilistico del gruppo.
La produzione è più pulita ed il suono diviene ancor più veloce e possente. Se Haunting the Chapel iniziò a distaccarsi dalle influenze della New wave of British heavy metal contenute in Show No Mercy, Hell Awaits delineò lo stile per cui gli Slayer sono noti al giorno d'oggi, uno stile che sarà da esempio per varie formazioni estreme venute dopo. Nello stesso anno, la band partecipò al Combat Tour assieme a Venom ed Exodus, suonando varie date nell'America del Nord. Da alcune performance di questa tournée venne estratta la videocassetta Ultimate Revenge, attualmente fuori catalogo. Durante una data di questo tour, Hanneman e Lombardo si trovavano dietro l'autobus dei Venom con Cronos e ad un tratto si presentò Araya totalmente ubriaco che chiese a loro dove si trovava il bagno. Cronos gli rispose "Qui, qui nella mia bocca!" ed il cantante degli Slayer urinò in testa al leader dei Venom, il quale gli scagliò un pugno in faccia. In seguito all'incidente, Araya fece il resto del tour con un occhio viola.

### Reign in Blood(1986-1987)

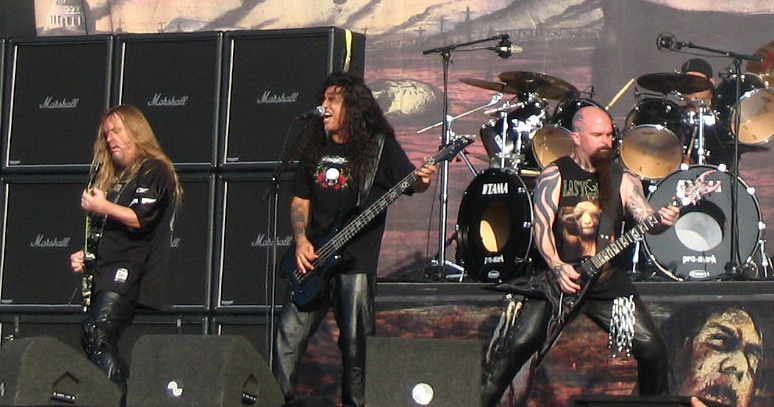
Il gruppo al The Fields of Rock, nel 2007

Dopo Hell Awaits gli Slayer decisero di cambiare casa discografica. Rick Rubin della Def Jam Recordings seguiva la loro musica anche se, fino a quel momento, la sua etichetta si occupò solo di artisti hip hop come LL Cool J e Beastie Boys. Dave Lombardo, venuto a conoscenza del suo interesse, entrò in contatto con lui grazie all'ausilio del fotografo Glen E. Friedman. Incontratisi durante una riunione tenuta da Slagel, gli Slayer e Rubin stipularono un contratto ed il gruppo entrò a far parte della sua etichetta, in quel momento alla prima esperienza con un gruppo heavy metal.
Il 1986 vede l'uscita del terzo album in studio, Reign in Blood, il primo prodotto con l'ausilio di Rubin, uno dei più grandi dischi della storia del thrash metal. Con questo album, il sound degli Slayer divenne ancor più duro ed essenziale, scarno. A differenza di lavori come Master of Puppets dei Metallica e Peace Sells... But Who's Buying? dei Megadeth, entrambi dischi più tecnici e melodici, Reign in Blood si distinse per la sua velocità esecutiva e per la sua brutalità sonora. La rivista Kerrang! lo definì "l'album più pesante di tutti i tempi". Alla sua uscita, il gruppo ricevette una moltitudine di accuse da parte dei media, perlopiù di simpatie naziste; parte della causa è Angel of Death, oggetto di forti controversie ancora oggi e Reign in Blood, a causa dei suoi contenuti scabrosi, trovò difficoltà ad essere pubblicato, a causa anche della cattiva pubblicità fatta dalla Parents Music Resource Center di Tipper Gore.
Nonostante le critiche, l'importanza di Reign in Blood fu tale da essere tra i dischi che hanno dato vita al death metal, ma anche da influenzare molti gruppi thrash e black metal venuti dopo.
L'album contiene classici come la già menzionata Angel of Death, Altar of Sacrifice, Criminally Insane e le conclusive Postmortem e Raining Blood, entrambe immancabili in ogni concerto della formazione californiana.
Dopo aver intrapreso il tour del disco (Reign in Pain) con gli Overkill negli Stati Uniti d'America e con i Malice in Europa, Dave Lombardo esce dal gruppo per dedicare più tempo a sua moglie. Gli Slayer chiamarono immediatamente Tony Scaglione, preso in prestito dai Whiplash, che partecipò ad un'altra tournée con i W.A.S.P.. Finito il tour, Scaglione tornò nei Whiplash per dare spazio al ritorno di Lombardo, il quale venne convinto da sua moglie a tornare negli Slayer.

### South of Heaven,Season in the Abysse l'addio di Dave Lombardo (1988-1992)

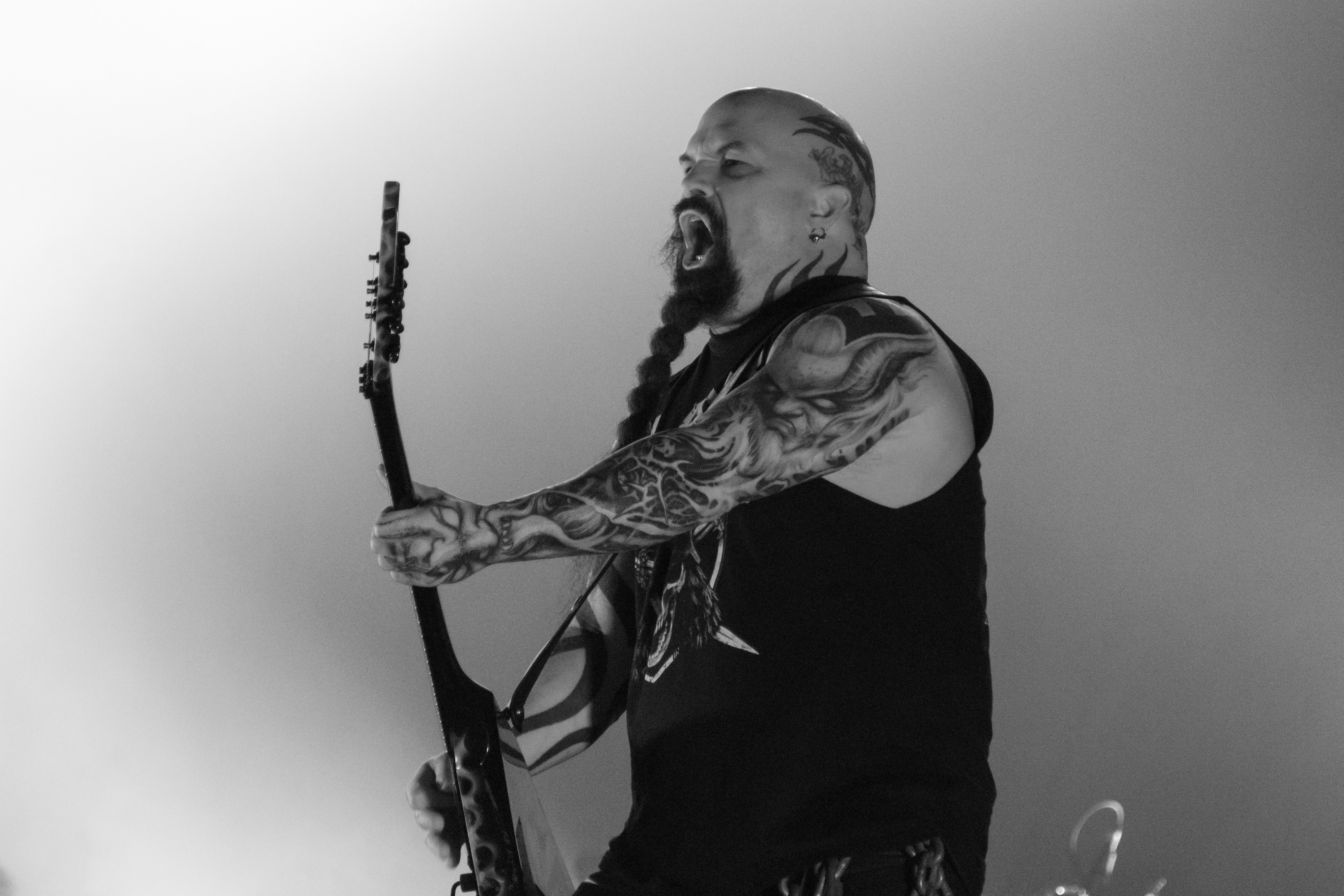
Kerry King

Nel 1988 venne pubblicato il quarto album South of Heaven. Esso segnò un altro cambiamento: vennero rallentate le ritmiche e venne dato anche un piccolo spazio alla melodia, mantenendo però il sound sempre incisivo. La composizione dei brani (dal punto di vista dei testi) vide un'importante partecipazione di Araya. Il disco ebbe un buon riscontro, sebbene inferiore a Reign in Blood. Nello stesso anno, la band preparò il World Sacrifice Tour assieme ai Nuclear Assault, suonò poi con i W.A.S.P. e partecipò come band di supporto nel tour di Ram It Down dei Judas Priest.
Nel 1990 uscì Seasons in the Abyss per la nuova etichetta di Rubin, la Def American, che successivamente cambiò definitivamente nome in American Recordings. L'album divenne un grande successo nel suo genere e il brano War Ensemble divenne un punto fisso di Headbangers Ball, programma statunitense dedicato all'heavy metal, trasmesso da MTV in quel periodo. Con questo lavoro, gli Slayer confermarono la formula adottata da South of Heaven, brani con ritmiche sia veloci che più lente e un piccolo spazio per la melodia. Le tematiche, invece, seppur già accennate in Hell Awaits, risultarono incentrate sui serial killer (Dead Skin Mask è un esempio), di cui si occupò principalmente Araya.
Nello stesso anno il gruppo partì per il Clash of the Titans, tour mondiale in compagnia di Anthrax, Megadeth e Alice in Chains in Nord America e con Megadeth, Suicidal Tendencies e Testament in Europa. Le performance degli Slayer furono documentate nel doppio live Decade of Aggression (1991). Terminato il tour, nella band ritornarono i problemi. Mentre tra Araya, King e Hanneman si creò un ottimo rapporto di amicizia e di cooperazione, Lombardo sembrò non essersi integrato bene con i suoi colleghi, riprendendo forti discussioni con loro. Fu così che Lombardo uscì di nuovo dal gruppo, a causa di discussioni con gli altri membri contrari alla presenza di sua moglie nelle tournée. La partenza di Lombardo riportò il gruppo in uno stato di precarietà e i membri rimanenti si misero alla ricerca di un sostituto. Tramite il batterista John Tempesta, Paul Bostaph, già membro di Testament e Forbidden, ebbe modo di conoscere il guitar tech di King il quale lo presentò a quest'ultimo. Dopo un'audizione, gli Slayer lo ritennero il batterista adatto al loro sound e venne assoldato come sostituto di Lombardo.

### Gli Slayer con Paul Bostaph (1992-1995)

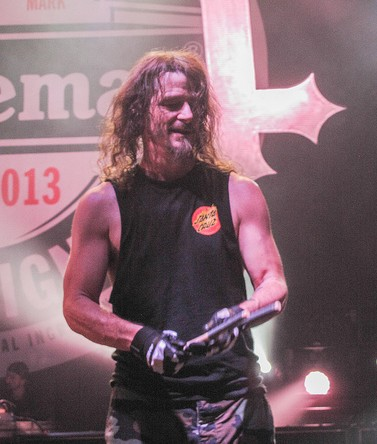
Paul Bostaph dopo un concerto con gli Slayer nel 2013

La band, con il nuovo arrivato, si preparò per l'edizione del Monsters of Rock del 1992 al Circuito di Donington Park, Inghilterra. A questa manifestazione parteciparono gli Slayer con Iron Maiden, W.A.S.P., Skid Row, Thunder e altre formazioni. Terminata l'attività dal vivo, la formazione si recò in studio per la registrazione del brano Disorder, suonato in compagnia del rapper Ice-T, per la colonna sonora del film Judgement Night. Il pezzo è un medley di tre brani degli Exploited: War, UK '82 e Disorder, tutti tratti dall'album Troops of Tomorrow.
A distanza di quattro anni dall'ultimo disco in studio, uscì Divine Intervention (1994), caratterizzato da sonorità più aggressive del precedente Seasons in the Abyss e dovute principalmente alla tecnica usata da Bostaph con la batteria.
L'album ricevette critiche positive e fu certificato disco d'oro dalla RIAA. Con Divine Intervention, uscito quando il thrash era ormai decaduto e generi come grunge e rock alternativo erano il nuovo target dei discografici in quegli anni, gli Slayer non si distanziarono dal loro stile originario, contrariamente agli altri epigoni Metallica, Megadeth e Anthrax.
Subito dopo l'uscita del disco, la band parte per il Divine Intourvention, assieme a Machine Head e Biohazard. L'attività dal vivo del gruppo continuò anche con la partecipazione ad altre due edizioni del Monsters of Rock; nel 1994 allo Stadio monumentale Antonio Vespucio Liberti di Buenos Aires (Argentina) con gruppi come KISS, Black Sabbath, Manowar e nel 1995 di nuovo al Circuito di Donington Park con Metallica, White Zombie, Corrosion of Conformity e altri.

### Innovazioni stilistiche (1996-2000)
Nel 1996 la band incise un disco di cover hardcore punk chiamato Undisputed Attitude, contenente anche tre brani inediti, due dei quali scritti da Hanneman a metà anni ottanta. La scelta di fare un disco del genere fu contestata da molti fan e le vendite non furono buone. Terminata l'incisione in studio, Bostaph decise di dedicarsi ai The Truth About Seafood, un suo progetto che ebbe vita breve dato che non arrivò mai alla pubblicazione di un album, e venne reclutato Jon Dette dei Testament.
Gli Slayer con Dette si imbarcarono per l'Ozzfest del 1996, partecipando come attrazione principale ed essendo secondi solo all'organizzatore Ozzy Osbourne. Agli inizi del 1997 Dette fu licenziato a causa di contrasti con Araya e King e al suo posto tornò Bostaph. Con la formazione rinnovata, gli Slayer cominciarono la composizione di nuovo materiale. Il settimo album Diabolus in Musica uscì nel 1998 e si caratterizzò per una rilevante trasformazione stilistica, in cui il gruppo sviluppò ulteriormente le sonorità lente sperimentate con Seasons in the Abyss, pur mantenendo alcuni brani sul loro classico stile. Nonostante alcuni abbiano definito il disco creativo e aggressivo come in passato, esso venne contrastato da molti fan della vecchia guardia. Nello stesso anno, il quartetto partecipa per la seconda volta consecutiva all'Ozzfest assieme a Pantera, Korn, Fear Factory e gli headliners Black Sabbath e Ozzy Osbourne.

### Il ritorno di Lombardo (2001-2005)

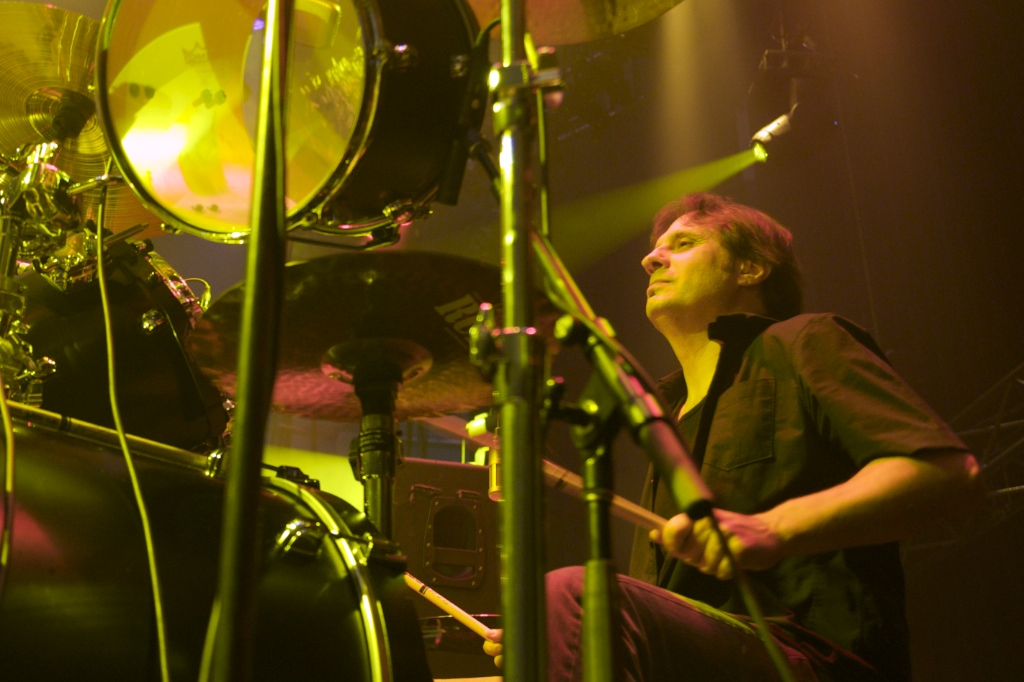
Dave Lombardo con gli Slayer nel 2009

Nel 2001 fu volta dell'ottavo album God Hates Us All, con il quale il gruppo decise di abbandonare la nuova formula adottata e di riprendere le vecchie sonorità, anche se rimasero parvenze di sonorità groove. Dopo la pubblicazione del lavoro, gli Slayer parteciparono al Tattoo The Planet Festival assieme a Pantera, Static-X e Biohazard, spettacolo che però venne rimandato a causa degli attentati terroristici alle torri gemelle di New York. Proprio in concomitanza di questa tragedia, l'11 settembre 2001 venne pubblicato il loro nono album in studio God Hates Us All.
Nel dicembre 2001 Bostaph lasciò, improvvisamente, gli Slayer, durante il tour di God Hates Us All, probabilmente per problemi fisici ad un ginocchio. Dopo l'uscita di Bostaph, Lombardo venne chiamato temporaneamente dalla band per concludere il tour. Al termine di esso, Bostaph non fece più ritorno nel gruppo e questo avvenimento fece circolare dicerie riguardanti diverbi con i restanti membri degli Slayer. Invece, lo stesso batterista dichiarò di aver preso questa decisione per motivi artistici, interessato a cimentarsi con sonorità diverse.
Con l'addio di Bostaph partirono nuove audizioni. Joe Nunez dei Soulfly fu consigliato al gruppo da Lombardo ma King sostenne che Nunez non volle unirsi alla band perché sua madre non apprezzava le visioni antireligiose espresse nella loro musica. In seguito venne audizionato Kevin Talley (Dying Fetus, Dååth), considerato un batterista talentuoso ma troppo giovane. Adrian Erlandsson dei Cradle of Filth non piaceva al chitarrista degli Slayer, poiché ritenne il suo tocco non sufficientemente pesante per la loro musica. King sostenne che Raymond Herrera dei Fear Factory avrebbe voluto unirsi a loro ma non lo ritenne una scelta adatta, poiché Herrera usa i trigger e il suo stile è prevalentemente basato sulle intricate diteggiature di doppia cassa e poco incentrato sull'uso dei rulli, cosa fondamentale per la musica degli Slayer.
Successivamente si assiste ad un susseguirsi di conferme e smentite di un ritorno fisso di Lombardo negli Slayer e solamente nel 2002 arriva la dichiarazione ufficiale, Lombardo riapprodò stabilmente nel gruppo. La band, tornata con la formazione originaria partecipa a festival come l'Ozzfest ed il Download Festival ed organizzò il The Unholy Alliance, tour intrapreso in Nord America ed Europa, dove gli Slayer vennero accompagnati da Slipknot e Hatebreed.
Nel novembre 2003 hanno pubblicato il cofanetto Soundtrack to the Apocalypse, volto a celebrare il ventennale della loro carriera.

### Christ IllusioneWorld Painted Blood(2006-2009)
Tornato in studio, nel 2006 il quartetto pubblicò il nono album Christ Illusion, immediatamente attaccato dalle comunità ecclesiastiche a causa dei testi, di carattere anti-religioso; dal punto di vista musicale, invece, il disco abbandona in gran parte le influenze groove metal in favore di altre più vicine al thrash metal che hanno caratterizzato i loro esordi. L'album ha ottenuto un buon successo in madrepatria, debuttando al quinto posto della Billboard 200, il massimo raggiunto dagli Slayer fino ad allora. Il singolo Eyes of the Insane ha inoltre vinto un Grammy Award alla miglior interpretazione metal alla 49ª edizione della manifestazione.
Per la promozione dell'album il gruppo intraprese la tournée The Unholy Alliance II: Preaching to the Perverted, in cui si esibirono assieme a Children of Bodom, Lamb of God, Thine Eyes Bleed e In Flames che vennero chiamati in sostituzione dei Mastodon. Nel mese di aprile dello stesso anno, gli Slayer hanno effettuato un tour in Australia con i Mastodon e sono apparsi al Download Festival nel Regno Unito e all'Heineken Jammin' Festival in Italia. Hanno partecipato inoltre al Greenfield Festival in Svizzera e in estate a una tournée con Marilyn Manson. Assieme a Trivium, Mastodon e Amon Amarth gli Slayer hanno effettuato il tour con date europee The Unholy Alliance: Chapter III, tra ottobre e novembre 2008.
Il 29 ottobre 2009 uscì il decimo album della band, World Painted Blood, che ricevette pareri positivi e si piazzò al dodicesimo posto della Billboard 200. Il frontman Tom Araya ha inizialmente dichiarato che questo sarebbe potuto essere l'ultimo disco della loro carriera. Dall'album vennero estratti tre singoli, Psychopathy Red, Hate Worldwide e World Painted Blood.
L'anno successivo il gruppo, insieme a Metallica, Megadeth e Anthrax, ha suonato per la prima volta nella storia, nel Big Four Tour il 16 giugno al Bemowo Airport in Polonia. La seconda data del tour, tenutasi a Sofia (Bulgaria) il 22 giugno 2010, è stata trasmessa via satellite in diretta mondiale tramite alcuni cinema selezionati. Visto il grandissimo successo ottenuto in queste due occasioni le band decisero di proseguire questa esperienza annunciando quattordici date a partire dal 16 giugno 2010 fino al 14 settembre 2011.

### Addio di Lombardo e morte di Hanneman (2010-2013)

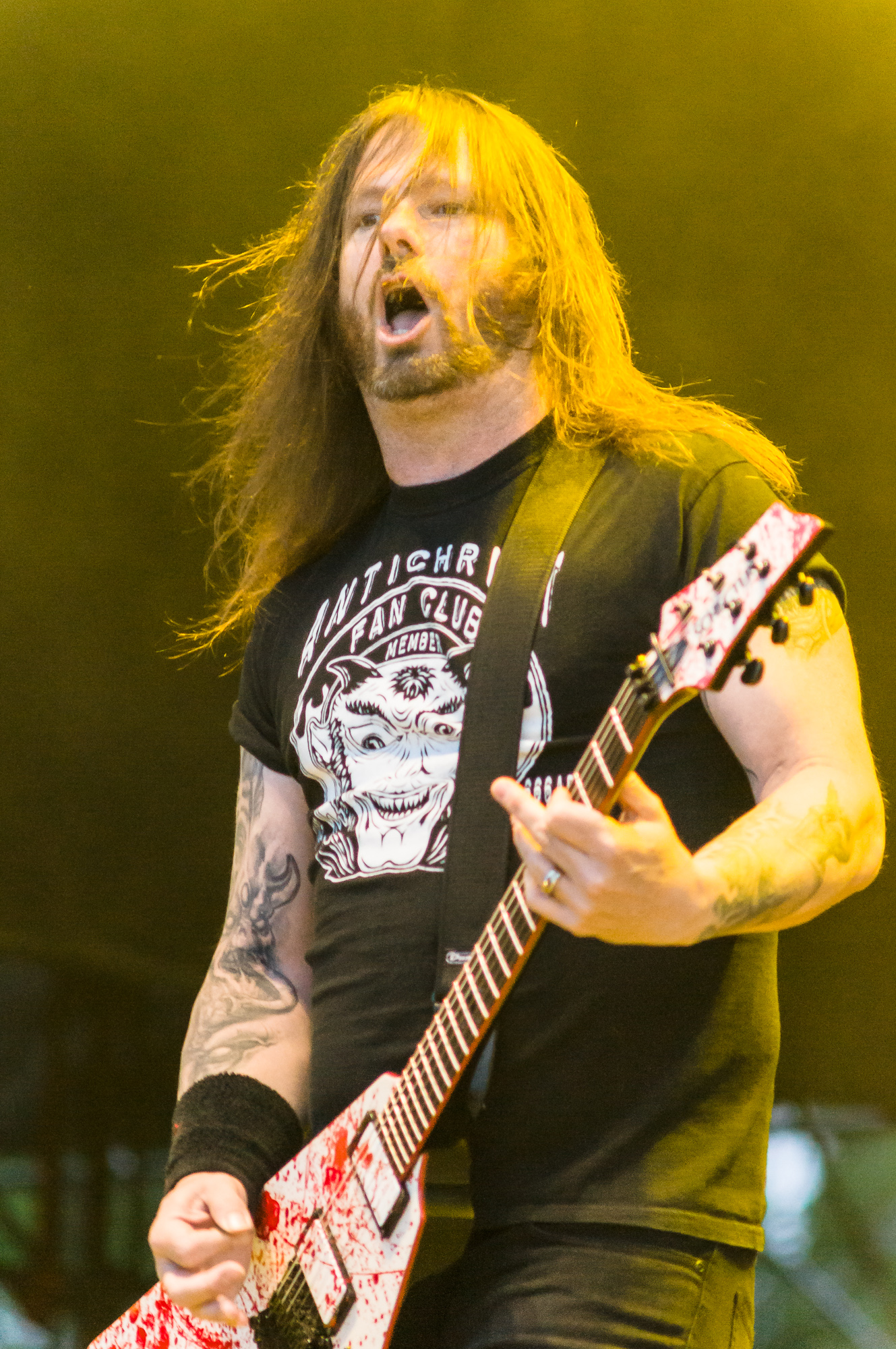
Gary Holt in concerto con gli Slayer nel 2012

Verso l'inizio del 2011 Jeff Hanneman è stato costretto a non partecipare ai vari tour a cui prese parte il gruppo a causa di un'operazione al braccio che lo ha impossibilitato a suonare la chitarra. Il gruppo decise così di sostituire temporaneamente Hanneman in attesa della sua guarigione, a partire dal 27 febbraio, con il chitarrista degli Exodus Gary Holt.
In una successiva intervista, Dave Lombardo si disse sicuro per un ritorno in studio degli Slayer con un nuovo album, non appena le condizioni di Hanneman sarebbero migliorate; tuttavia, il 21 febbraio 2013, lo stesso Lombardo annunciò che non avrebbe partecipato ai tour che si terranno in Australia a causa di problemi finanziari legati al tour disputato con il gruppo nell'anno precedente. Il suo posto fu temporaneamente preso da Jon Dette, già membro temporaneo del gruppo nel 1996, quando l'allora batterista Paul Bostaph abbandonò il gruppo per dedicarsi al progetto parallelo The Truth about Seafood.
Il 2 maggio 2013 il gruppo annunciò attraverso la propria pagina Facebook la morte per insufficienza epatica del chitarrista Jeff Hanneman; tuttavia, una settimana più tardi, i rimanenti componenti del gruppo affermarono che la causa della morte di Hanneman fu in realtà una cirrosi epatica, che il chitarrista contrasse dopo anni di dipendenza dall'alcool. Il 31 maggio, Kerry King e Tom Araya annunciarono che Paul Bostaph avrebbe preso il posto di Dette alla batteria per tutti i rimanenti concerti che il gruppo terrà nel corso del 2013, mentre Gary Holt avrebbe mantenuto il suo posto come chitarrista all'interno del gruppo, registrando le parti di chitarra composte da Hanneman, ma senza contribuire in alcun modo al processo di composizione testuale e musicale dell'undicesimo album in studio.

### Repentlesse l'ultimo tour (2014-2019)
Nel mese di aprile 2014, in occasione dei Revolver Golden Gods Awards, gli Slayer hanno portato al debutto il brano inedito Implode e hanno annunciato di aver firmato un contratto con la Nuclear Blast, la quale avrebbe pubblicato l'undicesimo album del gruppo nei primi mesi del 2015. Il 18 aprile 2015, in occasione del Record Store Day, il gruppo han reso pubblico il brano intitolato When the Stillness Comes, seguito il 19 giugno dello stesso anno da Repentless.
Tali brani, insieme a Cast the First Stone e You Against You, distribuiti tra la fine di agosto e i primi di settembre, hanno anticipato la pubblicazione dell'undicesimo album in studio Repentless, uscito l'11 settembre 2015.
Il gruppo ha dichiarato che non intraprenderà altri tour dopo quello conclusosi il 30 novembre 2019 a Los Angeles.

### Reunion (2024-presente)
Il 21 febbraio 2024 viene annunciata, a sorpresa, la partecipazione degli Slayer al Louder Than Life, festival che si terrà il 27 settembre 2024 a Louisville, Kentucky; tale notizia viene successivamente confermata dal gruppo, che annuncia inoltre la propria partecipazione al Riot Fest, il 22 settembre 2024 a Chicago.

## Le accuse

Calcografia dello stemma utilizzato dallo Heer, spesso associato agli Slayer

Nel corso della loro carriera gli Slayer sono stati oggetto di accese discussioni per gli argomenti trattati e il linguaggio utilizzato.
Uno degli aspetti da sempre posti in discussione è il frequente utilizzo di citazioni e simbologie naziste: il fanclub ufficiale del gruppo si chiama infatti Slaytanic Wehrmacht, termine quest'ultimo che indicava le forze armate tedesche dal 1935 fino alla fine della seconda guerra mondiale; il logo del gruppo raffigura l'aquila romana, stemma presente sugli elmi dei soldati nazisti e utilizzato anche da altri movimenti legati al fascismo; infine la S di "Slayer" è stata accostata al simbolo delle SS. Altri sospetti che gli Slayer siano seguaci di questa ideologia riguardavano il chitarrista Jeff Hanneman, grande appassionato del secondo conflitto mondiale e conosciuto per possedere una vasta collezione di memorabilia nazista.
La band, comunque, si è sempre dichiarata interessata esclusivamente ai contenuti storiografici e non alle ideologie di questa corrente e bisogna inoltre ricordare che il padre di Hanneman fu un soldato delle truppe alleate che partecipò alla battaglia di Normandia contro i nazisti.

### Angel of Death
Il brano Angel of Death, contenuto nell'album Reign in Blood, descrive le sadiche operazioni di Josef Mengele, medico di Auschwitz noto per aver eseguito atroci esperimenti sugli internati del lager.
Il brano fu oggetto di molte contestazioni perché considerato antisemita e ancora una volta tali critiche furono rivolte specialmente all'autore del brano Hanneman. Come tanti altri brani del gruppo, Angel of Death è tuttora oggetto di dibattito tra gli Slayer e le associazioni di censura e i gruppi religiosi.

### Le dichiarazioni di Max Cavalera
Dopo la pubblicazione di Divine Intervention, contro gli Slayer prese posizione anche Max Cavalera, allora leader dei Sepultura, che, nonostante fosse un grande amico del gruppo li additò come una banda di neonazisti accusandoli di attirare naziskin ai loro concerti per via della loro immagine e della loro musica. Tutto questo suscitò una forte avversione tra i due gruppi sebbene i rapporti, attualmente, siano tornati alla normalità.

### L'omicidio di Elyse Marie Pahler
Nel 1996 gli Slayer vennero citati in giudizio con l'accusa di aver spinto alcuni giovani ad uccidere una ragazza: la vittima era Elyse Marie Pahler, una quindicenne assassinata il 22 luglio 1995.
All'epoca gli assassini Roger Casey (17 anni), Jacob Delashmutt (16) e Joseph Fiorella (15) suonavano in un gruppo ispirato agli Slayer chiamato "Hatred"; i tre confessarono di aver rapito la giovane, di averla drogata, stuprata e pugnalata a morte su un altare satanico, per poi concludere le sevizie con atti di necrofilia. I ragazzi, dopo l'arresto, dissero di essere stati plagiati da alcune canzoni degli Slayer come Altar of Sacrifice (contenuta in Reign in Blood), Kill Again e Necrophiliac (entrambe presenti in Hell Awaits).
Dopo l'evento i genitori della vittima promossero un'azione legale nei confronti degli Slayer e alla loro etichetta discografica: il processo terminò nel 2001, a sei anni dall'accaduto, e si concluse con l'assoluzione del gruppo, motivata dal fatto che la legge statunitense non può censurare la libertà di espressione musicale. Il giudice, inoltre, non ritenne la loro musica oscena, indecente o pericolosa per i minori.

### Bestie di Satana
Negli anni successivi si è tornato a parlare degli Slayer per un fatto di cronaca avvenuto in Italia: il 28 maggio 2004, infatti, vennero ritrovati due cadaveri in una fossa di un bosco nei pressi di Somma Lombardo. Le due vittime erano Fabio Tollis e Chiara Marino, uccisi da alcuni membri di una setta chiamata "Le Bestie di Satana", di cui i due erano parte integrante. Dopo i ritrovamenti iniziarono le indagini che condurranno al gruppo satanico, portando così a numerosi arresti. Il brano Kill Again venne considerato di incitamento per Volpe e i suoi adepti mentre un altro membro della setta, Davide R., venne trovato impiccato con il filo da bucato nel bosco dietro casa sua; si presume che questi si sia tolto la vita a causa delle continue minacce di morte che riceveva da parte di Volpe e della sua banda, ma altri vociferano che venne influenzato dal brano Richard Hung Himself (contenuto in Undisputed Attitude), che letteralmente significa "Richard si è impiccato".
Dopo questa tragedia Luigi Offeddu e Ferruccio Sansa, rispettivamente giornalisti del Corriere della Sera e de la Repubblica, hanno scritto il libro I ragazzi di Satana, nel quale vengono citati gli Slayer. Dopo questi sanguinari eventi Jeff Hanneman, in un'intervista a Metal Hammer, rispose a queste accuse considerando ignorante chi aveva cercato nella loro musica le cause di questi delitti, sostenendo che un simile gesto potrebbe essere stato influenzato da numerosi altri fattori negativi.

### I contenuti diChrist Illusion
Altri duri attacchi vennero rivolti al nono album del gruppo, Christ Illusion. Quest'ultimo si caratterizza per le tematiche principalmente anti-religiose, oltre a una copertina raffigurante un Cristo sanguinante e mutilato e le teste degli Apostoli e di Maria in un mare di sangue, fatto non ben visto dalla comunità cristiana. Tra i brani in esso presenti vi è Jihad, che tratta gli attentati dell'11 settembre 2001 dal punto di vista degli estremisti islamici; ciò ha generato rabbia da parte di alcuni parenti delle vittime della tragedia. Kerry King ribatté asserendo che Dio e la religione dividono il mondo, fomentando odio e mettendo gli uni contro gli altri; per quanto riguarda le critiche a Jihad, il chitarrista disse che questo brano non condanna nessuno e che non dice chi ha ragione e chi ha torto. Il chitarrista aggiunse inoltre di non essere satanista, bensì ateo e anti-religioso.
In India, dopo le proteste dei gruppi religiosi sia cristiani che musulmani, l'11 ottobre 2006 la EMI ha ritirato e distrutto tutte le copie in vendita ed è stato proibito il commercio del disco in questa nazione.

## Influenza musicale e riconoscimenti
Gli Slayer fanno parte dei cosiddetti "Big Four" del thrash metal, nome dato dai media ai quattro maggiori gruppi della scena thrash metal in cui figurano, oltre a loro, i Metallica, gli Anthrax e i Megadeth.
A partire dall'EP Haunting the Chapel del 1984, la band iniziò ad assumere dei connotati musicali propri e diversi dagli altri gruppi appartenenti a questa tetrade, che saranno un modello di ispirazione per il thrash più estremo (Kreator, Dark Angel Sepultura e Necrodeath per citare alcuni gruppi ispiratisi all'opera di King e gli altri).
Reign in Blood, il loro disco più conosciuto, ha rivestito un'enorme importanza per l'origine del death metal (secondo AllMusic l'album ha influenzato l'intero genere) e fu oggetto di ispirazione per i capofila dell'allora nascente movimento (Death, Obituary e Morbid Angel).
Gli Slayer sono inoltre citati come fonte di influenza da artisti quali, oltre dai già citati Obituary, dai Cannibal Corpse, gli Entombed, i Suffocation, Samoth degli Emperor e dei Zyklon, i Fire Trails, Nocturno Culto dei Darkthrone, i Mayhem, i Behemoth, e i Stormlord, tra i tanti.
Il gruppo ha raccolto giudizi molto positivi anche da parte di vari media del settore. MTV inserì gli Slayer al sesto posto nella classifica dei «10 migliori gruppi metal di tutti i tempi», VH1 li classificò al 101º posto tra i «100 migliori gruppi hard rock», mentre i nomi di Kerry King e Jeff Hanneman vennero piazzati al 10º posto nella graduatoria dei «100 migliori chitarristi metal di sempre» dalla rivista Guitar World nel 2004. Nel 2006 i lettori di Spin hanno definito gli Slayer «il miglior gruppo dal vivo», superando gruppi come Panic! at the Disco e The Killers. Nel 2007 i lettori della rivista Revolver Magazine hanno giudicato gli Slayer "il gruppo dell'anno" e Christ Illusion "l'album dell'anno"; Kerry King e Jeff Hanneman vennero inseriti al 1º posto come "miglior guitar team" e Dave Lombardo come "miglior batterista".

## Rapporti controversi

### Dave Mustaine

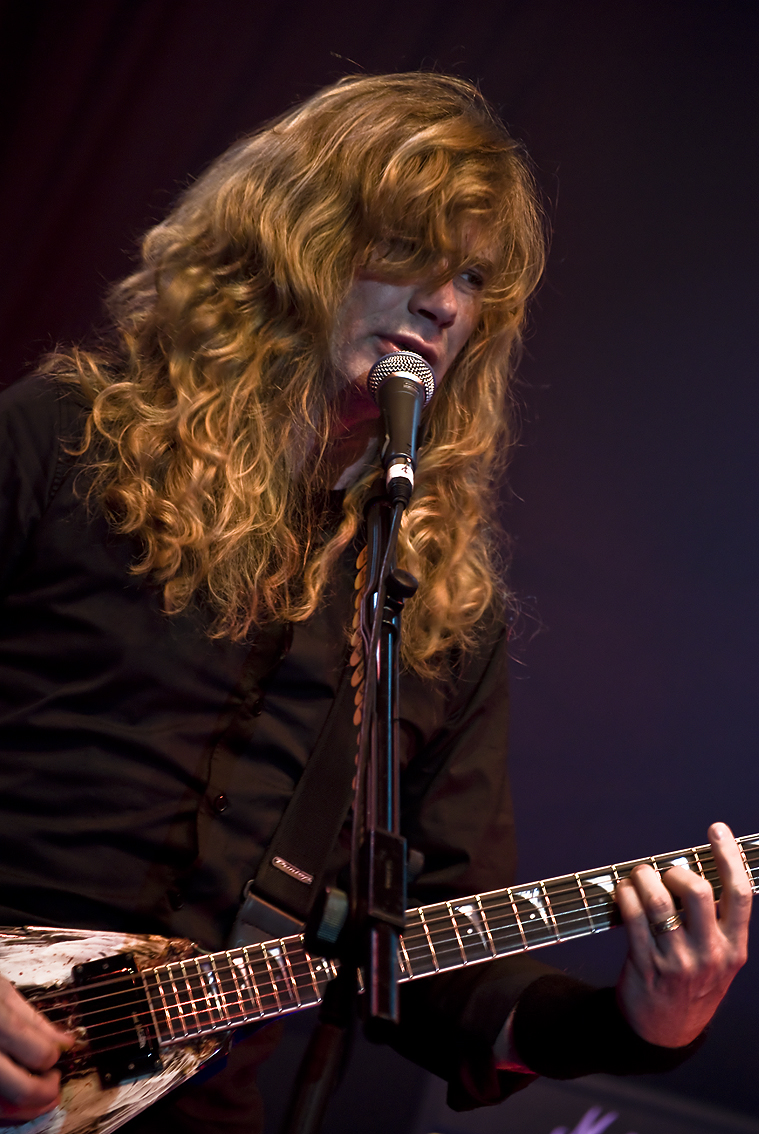
Dave Mustaine

Nel corso della loro carriera gli Slayer sono stati protagonisti di alcuni diverbi con altri esponenti della scena metal: la più famosa inimicizia è quella tra Kerry King e il leader dei Megadeth Dave Mustaine.
Come già accennato tutto cominciò nel 1984 quando Mustaine convocò King per suonare nei Megadeth come secondo chitarrista: la sua militanza fu brevissima e Kerry lasciò il gruppo perché non sopportava il carattere di Mustaine, da lui ritenuto arrogante. La diatriba riprese nel 1990, durante il Clash of the Titans, dato che Mustaine non accettava che gli Slayer fossero gli headliner, affermando che il suo gruppo non veniva mai dopo; tra i due finì di mezzo anche Tom Araya, che avrebbe avuto uno scontro fisico con Mustaine dopo che questi avrebbe detto al frontman degli Slayer di succhiargli i genitali (Araya, durante una data del tour, lo definì "omosessuale" davanti al pubblico).

Nel 2004, sulla rivista Guitar World, King rilasciò questa dichiarazione su Mustaine: 
(Kerry King)
King inoltre etichettò il fondatore dei Megadeth con gli epiteti "cocksucker" (ciucciacazzi) e "miserable person" (persona miserabile) tuttavia sembra che il diverbio si sia placato.

### Machine Head

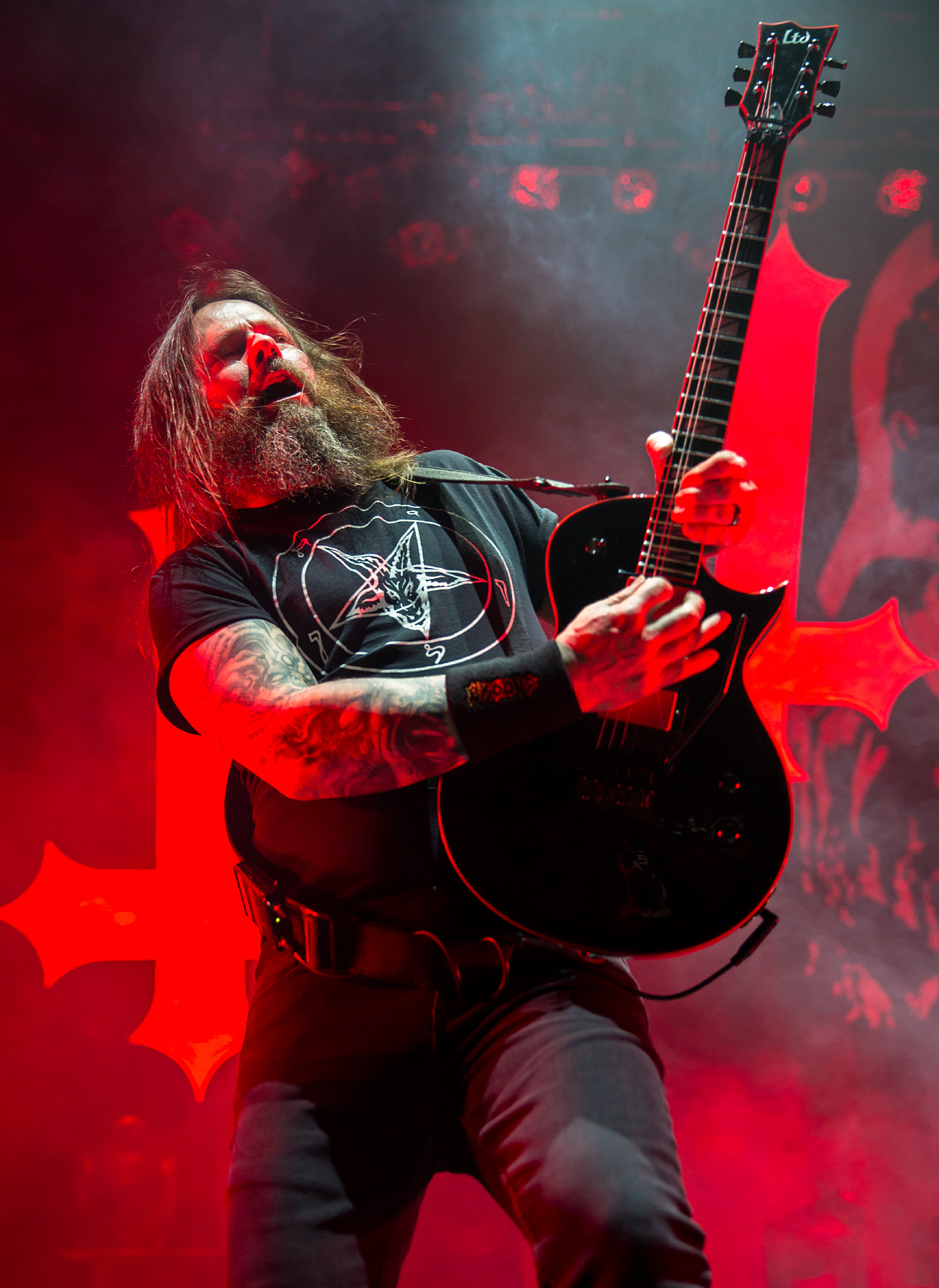
Gary Holt con gli Slayer

Un altro noto litigio è quello avuto con i Machine Head, che vede protagonisti ancora Kerry King e Robb Flynn. La lite iniziò a metà degli anni novanta, agli esordi dei Machine Head: Kerry ammirò molto il loro disco d'esordio, Burn My Eyes, e li invitò a partecipare alle tournée degli Slayer. Con il tempo, però, i rapporti si deteriorarono: Flynn disse che King li aveva pesantemente insultati dopo la loro svolta nu metal e non sopportò tale dichiarazione.

Poco dopo l'uscita del loro album Supercharger, Flynn dichiarò che King definì lui e il suo gruppo «venduti», ritenendoli inoltre «responsabili del rap metal [...] Si presero gioco di me credendo di essere metal. Non hanno nessuna coerenza». Il fondatore dei Machine Head, che considerava King un suo idolo, dichiarò questo in un'intervista riportata dal sito della Roadrunner Records:
 Dopo anni di astio, al Metal Hammer Award del 2008 King e Flynn si sono chiariti e hanno messo da parte le ostilità.

## Formazione
Attuale
- Tom Araya – voce, basso (1981-2019, 2024-presente)
- Kerry King – chitarra (1981-2019, 2024-presente)
- Gary Holt – chitarra (2011-2019, 2024-presente)
- Paul Bostaph – batteria (1992-1996, 1997-2002, 2013-2019, 2024-presente)

Ex componenti
- Jeff Hanneman – chitarra (1981-2013)
- Dave Lombardo – batteria (1981-1986, 1987-1992, 2002-2013)
- Jon Dette – batteria (1996-1997, turnista 2013)

Turnisti
- Bob Gourley – batteria (1983)
- Tony Scaglione – batteria (1986-1987)
- Pat O'Brien – chitarra ritmica e solista (2011)
- Phil Demmel – chitarra (2018)

## Discografia

### Album in studio
- 1983 – Show No Mercy
- 1985 – Hell Awaits
- 1986 – Reign in Blood
- 1988 – South of Heaven
- 1990 – Seasons in the Abyss
- 1994 – Divine Intervention
- 1998 – Diabolus in Musica
- 2001 – God Hates Us All
- 2006 – Christ Illusion
- 2009 – World Painted Blood
- 2015 – Repentless

### Album tributo
- 1996 – Undisputed Attitude

### Album dal vivo
- 1984 – Live Undead
- 1991 – Decade of Aggression
- 2019 – The Repentless Killogy (Live at the Forum in Inglewood, CA)

### Raccolte
- 2003 – Soundtrack to the Apocalypse
- 2010 – The Vinyl Conflict

### Enciclopedie
- Luca Signorelli, Heavy metal: i Classici, Giunti Editore, 2007, ISBN 978-88-09-05383-0.
- (EN) Peter Buckley, Jonathan Buckley, The Rough Guide to Rock, Rough Guides, 2003, ISBN 1-84353-105-4.
- Federico Guglielmi, Cesare Rizzi, Grande Enciclopedia Rock, Firenze, Giunti editore, 2002, ISBN 88-09-02852-X.
- Stephen Thomas Erlewine, Chris Woodstra, Vladimir Bogdanov, All Music Guide: The Experts Guide to the Best Recordings, Backbeat Books, 2001, ISBN 0-87930-627-0.
- (EN) Robert M. O'Neil, The First Amendment and Civil Liability, Indiana University Press, 2001, ISBN 0-253-34033-0.
- Luca Signorelli, Metallus. Il libro dell'Heavy Metal, Giunti Editore, 2001, ISBN 88-09-02230-0.
- Joel McIver, Metal estremo, Edizioni Lo Vecchio, 2000, ISBN 88-7333-005-3.
- Luca Signorelli, Heavy Metal, i Moderni, Giunti Editore, 2000, ISBN 88-09-01697-1.
- Deena Weinstein, Heavy metal: the music and its culture, Da Capo Press, 2000, ISBN 978-0-306-80970-5.
- Martin C. Strong, The great rock discography, Giunti Editore, 1998, ISBN 88-09-21522-2.
- (EN) Robert Walser, Running with the Devil: power, gender, and madness in heavy metal music, Wesleyan University Press, 1993, ISBN 978-0-8195-6260-9.
- Riccardo Bertoncelli, Enciclopedia rock anni ottanta, Arcana, 1989, ISBN 88-85859-34-8.

### Testi monografici
- (EN) D. X. Ferris, Reign in blood, Continuum International Publishing Group, 2008, ISBN 978-0-8264-2909-4.
- (EN) Joel McIver, The Bloody Reign of "Slayer", Omnibus Press, 2008, ISBN 1-84772-109-5.